# Piotr Florczyk
Piotr Florczyk (ur. 1978 w Krakowie) – polski poeta, tłumacz i eseista zamieszkały w USA.

## Życiorys
Współzałożyciel wydawnictwa Calypso Editions. Laureat przyznawanej przez The Academy of American Poets nagrody Harold Norton Landon Translation Award 2017 za tłumaczenie na angielski zbioru wierszy Anny Świrszczyńskiej Budowałam barykadę (Building the Barricade). Za to tłumaczenie został również laureatem przyznawanej przez Instytut Książki oraz Instytuty Kultury Polskiej w Londynie, Nowym Jorku i New Delhi nagrody Found in Translationa Award za rok 2016 oraz znalazł się na długiej liście dziesięciu pozycji  nominowanych do 2017 PEN Award for Poetry in Translation. Nominowany do Wrocławskiej Nagrody Poetyckiej Silesius 2020 za tom wierszy Dwa tysiące słów. Od 1994 mieszka w USA.

## Wybrane publikacje
- Barefoot (Eyewear, 2015), poezja
- Los Angeles Sketchbook (Spuyten Duyvil, 2015), eseje
- East and West: Poems (Lost Horse Press, 2016), poezja
- Dwa tysiące słów (Instytut Mikołowski, 2019), poezja
- Granice, (Wydawnictwo Wojewódzkiej Biblioteki Publicznej i Centrum Animacji Kultury w Poznaniu, 2022[7]).